# 香西元長
香西 元長（こうざい もとなが）は、戦国時代の武将。細川氏の家臣。山城国守護代。嵐山城城主。

## 生涯
香西氏は元来讃岐国の武士であるが、元長の父・香西元直の頃には京都へ詰めるようになり、讃岐の領地は元直の弟が継承している。
明応6年（1497年）、元長は山城国守護代に任ぜられた（守護は伊勢貞陸）。
永正元年（1504年）、元長と同じ細川氏の家臣である薬師寺元一が主君・細川政元を排し、その子・澄元を擁立すべく謀反を起こした際は、元一の弟・薬師寺長忠と共に元一の居城・淀古城を攻めている（第一次淀古城の戦い）。
永正3年（1506年）9月7日、元長は細川政元に背き、京都で蜂起した。幕府は、大和国にいた三好之長を呼び戻し、元長攻めに向かわせた。また、元長の背後には、摂津国守護代・薬師寺長忠もいた。
永正4年（1507年）に細川政元の丹波国出陣に際して役銭供出を拒否した賀茂社を焼き討ちしている。
元長は、細川政元の後継者を巡る争いでは細川澄之を支持していた。そこで、同年6月23日に元長は間諜である竹田孫七を使い、主君の政元をその行水中に襲って暗殺した（永正の錯乱）。
翌24日、澄之・元長らの軍勢は細川澄元邸を攻め、澄元や三好之長らを近江国に追いやった。しかし、翌25日の合戦で元長の弟である元秋と元能が戦死している。
同年7月8日、幕府は、澄之を細川家の後嗣と定めた。しかし、細川澄元方は態勢を立て直し、もう一人の政元の養子・細川高国も澄元方に加わった。
同年8月1日に細川高国、政賢、尚春によって京都にある細川澄之邸が攻撃されると澄之は自害し、元長と薬師寺長忠は討ち死にした。

## 政元殺害の理由
細川家の嫡子となった澄元を補佐していた三好之長は自派の勢力を拡大して、元長の出身地である讃岐にまで政治介入をしていた。また、元長は政元の性格に不安を覚えだしており、しかも自らが補佐していた澄之に家督相続の望みがほとんど無くなったことから、之長の勢力が細川家中で増大した事を憎悪して、澄之を擁立して権力を手に入れるために政元を殺害したのである。
ただし、信憑性が高いとされる『不問物語』では、元長は療養のために嵯峨におり、事件に関与していなかった（計画者は弟の香西元秋・香西元能であった）とある。